# Roman Nowicki
Roman Nowicki (ur. 10 lutego 1936 w Kościanie) – polski polityk, inżynier, działacz społeczny, poseł na Sejm II kadencji.

## Życiorys
Dzieciństwo spędził w Przasnyszu. Ukończył w tym mieście szkołę podstawową oraz uczęszczał do liceum ogólnokształcącego. Został następnie absolwentem Technikum Budowlanego w Sopocie. W 1967 ukończył studia na Wydziale Budownictwa Lądowego Politechniki Warszawskiej. W 1957 rozpoczął pracę w budownictwie.
Sprawował mandat posła II kadencji, wybranego z listy Sojuszu Lewicy Demokratycznej w okręgu Ostrołęka. W latach 2001–2002 pełnił funkcję radnego sejmiku mazowieckiego. W 2004 przeszedł z SLD do Socjaldemokracji Polskiej, zasiadł we władzach krajowych tej partii.
W 2002 zorganizował Kongres Budownictwa Polskiego. Organizował Związek Bezdomnych i Fundację Bezdomnych, w której objął stanowisko prezesa zarządu. Został też wiceprezesem Warszawskiej Izby Samorządu Gospodarczego.
Odznaczony Krzyżem Komandorskim (1997) i Krzyżem Komandorskim z Gwiazdą (2002) Orderu Odrodzenia Polski oraz Orderem Uśmiechu (2003).